# BK Snar
BK Snar är en brottarklubb i Boden.
Klubben startade 1933. Bland framgångsrika brottare från klubben återfinns Ida-Theres Nerell som också är brorsdotter till föreningens ordförande Jan Karlsson. Också Ayda Delen är ett nytt löfte som blev nordisk mästare 2009 och kom tresa på ungdoms-EM. 
Ayda Delen fick Max-stipendiet 2010 på 55 000kr.
Föreningen anordnar Bodenbrottningarna i slutet av oktober varje år.